# Сельсовет Памяти 13 Борцов
Сельсове́т Па́мяти 13 Борцо́в — сельское поселение в Емельяновском районе Красноярского края.
Административный центр — посёлок Памяти 13 Борцов.

## История
До 2013 года городское поселение посёлок Памяти 13 Борцов.
С 5 декабря 2013 года сельсовет Памяти 13 Борцов.
Законом от 25 декабря 2018 года № 6-2401 Михайловский сельсовет был упразднен, а входившие в его состав населённые пункты (село Михайловка и деревни Алексеевка и Петропавловка) были включены в состав сельсовета Памяти 13 Борцов с административным центром в посёлке Памяти 13 Борцов.

## Население
| 2010  | 2011  | 2012  | 2013  | 2014  | 2015  | 2016  |
| ----- | ----- | ----- | ----- | ----- | ----- | ----- |
| 2968  | ↗3059 | ↗3114 | ↗3169 | ↗3217 | ↘3122 | ↗3132 |
| 2017  |       |       |       |       |       |       |
| ↘3118 |       |       |       |       |       |       |

## Состав сельского поселения
В состав сельского поселения входят два населённых пункта:
| № | Населённый пункт | Тип населённого пункта          | Население |
| - | ---------------- | ------------------------------- | --------- |
| 1 | Алексеевка       | деревня                         | →0        |
| 2 | Малый Кемчуг     | деревня                         | 96        |
| 3 | Михайловка       | село                            | →0        |
| 4 | Памяти 13 Борцов | посёлок, административный центр | ↗3078     |
| 5 | Петропавловка    | деревня                         | →0        |

## Местное самоуправление
Совет депутатов поселка Памяти 13 Борцов
Дата избрания: 08.09.2013. Срок полномочий: 5 лет. Количество депутатов: 10
Глава муниципального образования
- Елисеева Елена Викторовна. Дата избрания: 08.09.2013. Срок полномочий: 5 лет